# Ястшембе-Здруй
Ястшембе-Здруй (пол. Jastrzębie-Zdrój, нім. Bad Königsdorff-Jastrzemb) — місто на півдні Польщі, у Рибницькому вугільному басейні. Одне з наймолодших польських міст.
З XIX століття Ястшембе-Здруй розвивалося як курорт, у XX столітті відкрито поклади кам'яного вугілля.

## Географія
У місті бере початок річка Пщинка.

## Спорт
У місті є волейбольний клуб «Ястшембський Венґель» — дворазовий переможець національних першостей.

## Демографія
Демографічна структура станом на 31 березня 2011 року:
|          | Загалом | Допрацездатний вік | Працездатний вік | Постпрацездатний вік |
| -------- | ------- | ------------------ | ---------------- | -------------------- |
| Чоловіки | 45462   | 8913               | 31397            | 5152                 |
| Жінки    | 47003   | 8650               | 27575            | 10778                |
| Разом    | 92465   | 17563              | 58972            | 15930                |

## Міста-побратими
- Іббенбюрен, Німеччина (14 грудня 2007)[3]
- Борщів, Україна (28 серпня 2017)[3]
- Гавіржов, Чехія (1 березня 1995)[3]
- Карвіна, Чехія (6 березня 1995)[3]
- Превідза, Словаччина (15 травня 2009)[3]
- Туркуен, Франція (12 квітня 1997)[3][4]